# Víkarbyrgi
Víkarbyrgi is een dorp dat behoort tot de gemeente Sumbiar kommuna in het zuidoosten van het eiland Suðuroy op de Faeröer. Víkarbyrgi heeft 2 inwoners. De postcode is FO 928.

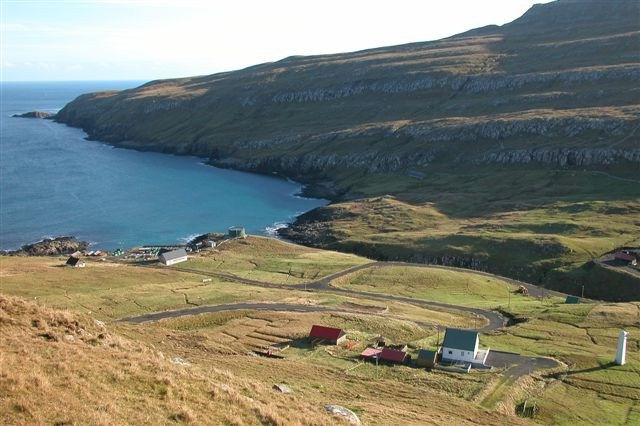
Víkarbyrgi